# چوودین
چوودین (به صربی: Ćovdin) یک روستا در صربستان است که در پتروواتس نا ملاوی واقع شده‌است.